# Bürgermeisterwahlen in Sachsen 2005
Bürgermeisterwahlen fanden 2005 in Sachsen in 25 sächsischen Städten und Gemeinden statt. Dabei wurden vier Bürgermeister im Amt bestätigt und einer abgewählt. Die Spalte „vorherige Wahl“ ist unvollständig, weil Bürgermeisterwahlen vor 2001 seitens des Statistischen Landesamtes des Freistaates Sachsen nicht vollständig aufgeführt werden.

## Wahlstatistik
| Vorschlag | Anzahl |                    | Bürgermeister | Anzahl |
| CDU       | 12     | - wiedergewählt    | 4             |        |
| SPD       | 2      | - abgewählt        | 1             |        |
| PDS       | 1      | - nicht kandidiert | 20            |        |
| FDP       | 1      |                    |               |        |
| WV, EB    | 9      |                    |               |        |
| gesamt    | 25     |                    |               |        |

WV = Wählervereinigungen
EB = Einzelbewerber
n. k. = nicht kandidiert
n. a. = nicht angegeben

## Wahlergebnisse

### Landkreis Annaberg
Im Landkreis Annaberg fand in einer Kommune eine Wahl statt. Diese ist im Folgenden aufgelistet. Eine Neuwahl war nicht nötig. Das entscheidende Wahlergebnis ist markiert.
Gewählte Bewerber:
- Einzelbewerber/Bürgerinitiativen: 1
- Amtsinhaber wiedergewählt: 0
- Amtsinhaber abgewählt: 1
- Amtsinhaber nicht angetreten: 0

Namen von Amtsinhabern sind fett dargestellt.
| Wahltermin | Gemeinde   | Bewerber         | Vorschlag | Ergebnis (in %) | vorherige | nächste |
| ---------- | ---------- | ---------------- | --------- | --------------- | --------- | ------- |
| 22. Mai    | Bärenstein | Bernd Schlegel   | BL        | 72,1            | ← 2001    | 2012 →  |
| 22. Mai    | Bärenstein | Helmar Schmiedel | CDU       | 27,9            | ← 2001    | 2012 →  |

### Landkreis Bautzen
Im Landkreis Bautzen fand in einer Kommune eine Wahl statt. Diese ist im Folgenden aufgelistet. Eine Neuwahl war in beiden Kommunen nötig. Das entscheidende Wahlergebnis ist markiert.
Gewählte Bewerber:
- CDU: 1
- Amtsinhaber wiedergewählt: 0
- Amtsinhaber abgewählt: 0
- Amtsinhaber nicht angetreten: 1

Namen von Amtsinhabern sind fett dargestellt.
| Wahl       | Wahl              | Wahl             | Wahl      | Wahl            | Neuwahl    | Neuwahl         | vorherige | nächste |
| Wahltermin | Gemeinde          | Bewerber         | Vorschlag | Ergebnis (in %) | Wahltermin | Ergebnis (in %) | vorherige | nächste |
| ---------- | ----------------- | ---------------- | --------- | --------------- | ---------- | --------------- | --------- | ------- |
| 24. April  | Steinigtwolmsdorf | Kathrin Gessel   | CDU       | 34,5            | 8. Mai     | 40,7            | ← 2001    | 2012 →  |
| 24. April  | Steinigtwolmsdorf | Jörg Schiert     | PDS       | 4,6             | 8. Mai     | n. k.           | ← 2001    | 2012 →  |
| 24. April  | Steinigtwolmsdorf | Guntram Steglich | BWSt      | 33,2            | 8. Mai     | 43,9            | ← 2001    | 2012 →  |
| 24. April  | Steinigtwolmsdorf | Gerd Pradel      | Pradel    | 8,0             | 8. Mai     | n. k.           | ← 2001    | 2012 →  |
| 24. April  | Steinigtwolmsdorf | Johannes Wagner  | Wagner    | 19,6            | 8. Mai     | 15,4            | ← 2001    | 2012 →  |

### Landkreis Chemnitzer Land
Im Landkreis Chemnitzer Land fanden in zwei Kommunen Wahlen statt. Diese sind im Folgenden aufgelistet. Eine Neuwahl war nicht nötig. Das entscheidende Wahlergebnis ist markiert.
Gewählte Bewerber:
- CDU: 2
- Amtsinhaber wiedergewählt: 0
- Amtsinhaber abgewählt: 0
- Amtsinhaber nicht angetreten: 2

Namen von Amtsinhabern sind fett dargestellt.
| Wahltermin  | Gemeinde  | Bewerber          | Vorschlag        | Ergebnis (in %) | vorherige | nächste |
| ----------- | --------- | ----------------- | ---------------- | --------------- | --------- | ------- |
| 22. Mai     | Bernsdorf | Uwe Bergmann      | CDU              | 73,3            | ← 2001    | 2012 →  |
| 22. Mai     | Bernsdorf | Uwe Zander        | SPD              | 26,7            | ← 2001    | 2012 →  |
| 6. November | Oberwiera | Bernd Geringswald | CDU              | 98,6            | ← 2001    | 2012 →  |
| 6. November | Oberwiera | Einzelvorschläge  | Einzelvorschläge | 1,4             | ← 2001    | 2012 →  |

### Landkreis Döbeln
Im Landkreis Döbeln fand in einer Kommune eine Wahl statt. Diese ist im Folgenden aufgelistet. Eine Neuwahl war nicht nötig. Das entscheidende Wahlergebnis ist markiert.
Gewählte Bewerber:
- Einzelbewerber/Bürgerinitiativen: 1
- Amtsinhaber wiedergewählt: 1
- Amtsinhaber abgewählt: 0
- Amtsinhaber nicht angetreten: 0

Namen von Amtsinhabern sind fett dargestellt.
| Wahltermin | Gemeinde | Bewerber       | Vorschlag | Ergebnis (in %) | vorherige | nächste |
| ---------- | -------- | -------------- | --------- | --------------- | --------- | ------- |
| 6. März    | Ostrau   | Gisela Reibig  | Reibig    | 63,1            | vor 2001  | 2012 →  |
| 6. März    | Ostrau   | Dirk Schilling | CDU       | 28,8            | vor 2001  | 2012 →  |
| 6. März    | Ostrau   | Mario Otto     | FDP       | 2,1             | vor 2001  | 2012 →  |
| 6. März    | Ostrau   | Viola Otto     | Otto      | 6,0             | vor 2001  | 2012 →  |

### Görlitz
Auch in der kreisfreien Stadt Görlitz fand 2005 die Oberbürgermeisterwahl statt. Joachim Paulick (CDU) folgte auf Prof. Rolf. Karbaum (CDU).
← vor 2001 2012 →
| Bewerber            | Vorschlag   | Wahl (24. April) | Neuwahl (22. Mai) |
| ------------------- | ----------- | ---------------- | ----------------- |
| Eberhard Nagel      | BfG         | 19,9             | 40,3              |
| Joachim Paulick     | CDU         | 34,1             | 56,1              |
| Mirko Schultze      | PDS         | 8,6              | n. k.             |
| Jutta Blin          | Blin        | 14,9             | n. k.             |
| Hartmut Gottschling | Gottschling | 14,3             | n. k.             |
| Jürgen Krupholz     | NPD         | 3,9              | 3,7               |
| Raphael Schmidt     | Scgnidt     | 4,2              | n. k.             |

### Landkreis Kamenz
Im Landkreis Kamenz fanden in zwei Kommunen Wahlen statt. Diese sind im Folgenden aufgelistet. Eine Neuwahl war nicht nötig. Das entscheidende Wahlergebnis ist markiert.
Gewählte Bewerber:
- CDU: 1
- Einzelbewerber/Bürgerinitiativen: 1
- Amtsinhaber wiedergewählt: 0
- Amtsinhaber abgewählt: 0
- Amtsinhaber nicht angetreten: 2

Namen von Amtsinhabern sind fett dargestellt.
| Wahltermin | Gemeinde      | Bewerber          | Vorschlag | Ergebnis (in %) | vorherige | nächste |
| ---------- | ------------- | ----------------- | --------- | --------------- | --------- | ------- |
| 12. Juni   | Bernsdorf     | Harry Habel       | CDU       | 68,6            | ← 2001    | 2012 →  |
| 12. Juni   | Bernsdorf     | Markus Neumann    | BKC       | 31,4            | ← 2001    | 2012 →  |
| 31. Juli   | Großröhrsdorf | Matthias Gey      | CDU       | 12,4            | ← 2001    | 2012 →  |
| 31. Juli   | Großröhrsdorf | Holger Preische   | SPD       | 5,3             | ← 2001    | 2012 →  |
| 31. Juli   | Großröhrsdorf | Andreas Schneider | Schneider | 9,5             | ← 2001    | 2012 →  |
| 31. Juli   | Großröhrsdorf | Kerstin Ternes    | Ternes    | 67,5            | ← 2001    | 2012 →  |
| 31. Juli   | Großröhrsdorf | Hartmut Walther   | Walther   | 5,2             | ← 2001    | 2012 →  |

### Leipzig
Bei der Oberbürgermeisterwahl in Leipzig wurde Wolfgang Tiefensee (SPD) im Amt bestätigt. Eine Neuwahl war nicht nötig.

(Relative) Stimmenmehrheit nach Ortsteilen
Tiefensee 40–50 %
Tiefensee 50–60 %
Tiefensee 60–70 %
Tiefensee 70–80 %

← vor 2001 2006 →
| Bewerber                 | Vorschlag | Ergebnis (in %) |
| ------------------------ | --------- | --------------- |
| Wolfgang Tiefensee       | SPD       | 67,1            |
| Dr. Barbara Höll         | PDS       | 15,8            |
| Robert Clemen            | CDU       | 9,8             |
| Dr. Georg Ulrich Keßler  | FDP       | 2,4             |
| Prof. Bernd-Rüdiger Kern | DSU       | 0,9             |
| Thomas Rottmair          | BüSo      | 0,5             |
| Helmuth Blaßkiewitz      | PLB       | 1,1             |
| Peter Marx               | NPD       | 2,4             |

### Landkreis Leipziger Land
Im Landkreis Leipziger Land fand in einer Kommune eine Wahl statt. Diese ist im Folgenden aufgelistet. Eine Neuwahl war nicht nötig. Das entscheidende Wahlergebnis ist markiert.
Gewählte Bewerber:
- CDU: 1
- Amtsinhaber wiedergewählt: 0
- Amtsinhaber abgewählt: 0
- Amtsinhaber nicht angetreten: 1

Namen von Amtsinhabern sind fett dargestellt.
| Wahltermin    | Gemeinde     | Bewerber      | Vorschlag | Ergebnis (in %) | vorherige | nächste |
| ------------- | ------------ | ------------- | --------- | --------------- | --------- | ------- |
| 18. September | Markranstädt | Carina Radon  | CDU       | 81,3            | vor 2001  | 2012 →  |
| 18. September | Markranstädt | Ronald Gängel | Linke     | 18,7            | vor 2001  | 2012 →  |

### Landkreis Löbau-Zittau
Im Landkreis Löbau-Zittau fanden in zwei Kommunen Wahlen statt. Diese sind im Folgenden aufgelistet. Eine Neuwahl war nicht nötig. Das entscheidende Wahlergebnis ist markiert.
Gewählte Bewerber:
- CDU: 1
- Einzelbewerber/Bürgerinitiativen: 1
- Amtsinhaber wiedergewählt: 0
- Amtsinhaber abgewählt: 0
- Amtsinhaber nicht angetreten: 2

Namen von Amtsinhabern sind fett dargestellt.
| Wahltermin  | Gemeinde      | Bewerber             | Vorschlag   | Ergebnis (in %) | vorherige | nächste                                  |
| ----------- | ------------- | -------------------- | ----------- | --------------- | --------- | ---------------------------------------- |
| 22. Mai     | Ebersbach/Sa. | Bernd Noack          | CDU         | 51,9            | ← 2001    | Auflösung 2011 (Ebersbach-Neugersdorf) → |
| 22. Mai     | Ebersbach/Sa. | Dietmar Detlef Riede | IfE         | 10,3            | ← 2001    | Auflösung 2011 (Ebersbach-Neugersdorf) → |
| 22. Mai     | Ebersbach/Sa. | Steffen Pfister      | Pfister     | 37,9            | ← 2001    | Auflösung 2011 (Ebersbach-Neugersdorf) → |
| 6. November | Jonsdorf      | Horst Zimmermann     | Bürgerforum | 77,6            | ← 2001    | 2012 →                                   |
| 6. November | Jonsdorf      | Frank Stubner        | CDU         | 13,0            | ← 2001    | 2012 →                                   |
| 6. November | Jonsdorf      | Michael Pech         | Linke       | 9,5             | ← 2001    | 2012 →                                   |

### Landkreis Meißen
Im Landkreis Meißen fand in einer Kommune eine Wahl statt. Diese ist im Folgenden aufgelistet. Eine Neuwahl war nicht nötig. Das entscheidende Wahlergebnis ist markiert.
Gewählte Bewerber:
- FDP: 1
- Amtsinhaber wiedergewählt: 0
- Amtsinhaber abgewählt: 0
- Amtsinhaber nicht angetreten: 1

Namen von Amtsinhabern sind fett dargestellt.
| Wahltermin    | Gemeinde   | Bewerber           | Vorschlag | Ergebnis (in %) | vorherige | nächste |
| ------------- | ---------- | ------------------ | --------- | --------------- | --------- | ------- |
| 18. September | Lommatzsch | Christian Heinicke | CDU       | 47,0            | ← 2001    | 2012 →  |
| 18. September | Lommatzsch | Anita Maaß         | FDP       | 53,0            | ← 2001    | 2012 →  |

### Mittlerer Erzgebirgskreis
Im Mittleren Erzgebirgskreis fand in einer Kommune eine Wahl statt. Diese ist im Folgenden aufgelistet. Eine Neuwahl war nicht nötig. Das entscheidende Wahlergebnis ist markiert.
Gewählte Bewerber:
- CDU: 1
- Amtsinhaber wiedergewählt: 0
- Amtsinhaber abgewählt: 0
- Amtsinhaber nicht angetreten: 1

Namen von Amtsinhabern sind fett dargestellt.
| Wahltermin | Gemeinde  | Bewerber        | Vorschlag | Ergebnis (in %) | vorherige | nächste                       |
| ---------- | --------- | --------------- | --------- | --------------- | --------- | ----------------------------- |
| 19. Juni   | Pobershau | Michael Ost     | CDU       | 61,5            | ← 2001    | Auflösung 2015 (Marienberg) → |
| 19. Juni   | Pobershau | Horst Höll      | FWG       | 3,4             | ← 2001    | Auflösung 2015 (Marienberg) → |
| 19. Juni   | Pobershau | Marion Fritzsch | SPD       | 10,4            | ← 2001    | Auflösung 2015 (Marienberg) → |
| 19. Juni   | Pobershau | Bertram Schulze | UfP       | 8,8             | ← 2001    | Auflösung 2015 (Marienberg) → |
| 19. Juni   | Pobershau | Anett Weichelt  | Weichelt  | 15,8            | ← 2001    | Auflösung 2015 (Marienberg) → |

### Niederschlesischer Oberlausitzkreis
Im Niederschlesischen Oberlausitzkreis fand in einer Kommune eine Wahl statt. Diese ist im Folgenden aufgelistet. Eine Neuwahl war nötig. Das entscheidende Wahlergebnis ist markiert.
Gewählte Bewerber:
- Einzelbewerber/Bürgerinitiativen: 1
- Amtsinhaber wiedergewählt: 0
- Amtsinhaber abgewählt: 0
- Amtsinhaber nicht angetreten: 1

Namen von Amtsinhabern sind fett dargestellt.
| Wahl       | Wahl                 | Wahl          | Wahl      | Wahl            | Neuwahl    | Neuwahl         | vorherige | nächste |
| Wahltermin | Gemeinde             | Bewerber      | Vorschlag | Ergebnis (in %) | Wahltermin | Ergebnis (in %) | vorherige | nächste |
| ---------- | -------------------- | ------------- | --------- | --------------- | ---------- | --------------- | --------- | ------- |
| 5. Juni    | Krauschwitz Krušwica | Gerd Slabke   | CDU       | 46,5            | 19. Juni   | 42,9            | ← 2001    | 2012 →  |
| 5. Juni    | Krauschwitz Krušwica | Rüdiger Mönch | FWK       | 42,7            | 19. Juni   | 57,1            | ← 2001    | 2012 →  |
| 5. Juni    | Krauschwitz Krušwica | Roland Mickan | SPD       | 4,5             | 19. Juni   | n. k.           | ← 2001    | 2012 →  |
| 5. Juni    | Krauschwitz Krušwica | Frank Wetzold | Wetzold   | 6,3             | 19. Juni   | n. k.           | ← 2001    | 2012 →  |

### Landkreis Sächsische Schweiz
Im Landkreis Sächsische Schweiz fanden in zwei Kommunen Wahlen statt statt. Diese ist im Folgenden aufgelistet. Eine Neuwahl war in einer Kommune nötig. Das entscheidende Wahlergebnis ist markiert.
Gewählte Bewerber:
- PDS: 1
- Einzelbewerber/Bürgerinitiativen: 1
- Amtsinhaber wiedergewählt: 0
- Amtsinhaber abgewählt: 0
- Amtsinhaber nicht angetreten: 2

Namen von Amtsinhabern sind fett dargestellt.
| Wahl       | Wahl                        | Wahl                          | Wahl                          | Wahl            | Neuwahl    | Neuwahl         | vorherige | nächste |
| Wahltermin | Gemeinde                    | Bewerber                      | Vorschlag                     | Ergebnis (in %) | Wahltermin | Ergebnis (in %) | vorherige | nächste |
| ---------- | --------------------------- | ----------------------------- | ----------------------------- | --------------- | ---------- | --------------- | --------- | ------- |
| 16. Januar | Bad Gottleuba-Berggießhübel | Martina Guske                 | PDS                           | 27,2            | 31. Januar | n. k.           | vor 2001  | 2012 →  |
| 16. Januar | Bad Gottleuba-Berggießhübel | Thomas Mutze                  | FW                            | 49,3            | 31. Januar | 86,2            | vor 2001  | 2012 →  |
| 16. Januar | Bad Gottleuba-Berggießhübel | Markus Funken                 | Funken                        | 23,5            | 31. Januar | n. k.           | vor 2001  | 2012 →  |
| 16. Januar | Bad Gottleuba-Berggießhübel | Einzelvorschlag Martina Guske | Einzelvorschlag Martina Guske | s. o.           | 31. Januar | 10,1            | vor 2001  | 2012 →  |
| 16. Januar | Bad Gottleuba-Berggießhübel | weitere Einzelvorschläge      | weitere Einzelvorschläge      | nicht möglich   | 31. Januar | 3,7             | vor 2001  | 2012 →  |
| 16. Januar | Liebstadt                   | Hans-Peter Retzler            | PDS                           | 77,3            |            |                 | vor 2001  | 2012 →  |
| 16. Januar | Liebstadt                   | Brigitte Kolba                | Kolba                         | 22,7            |            |                 | vor 2001  | 2012 →  |

### Vogtlandkreis
Im Vogtlandkreis fanden in vier Kommunen Wahlen statt statt. Diese ist im Folgenden aufgelistet. Eine Neuwahl war in einer Kommune nötig. Das entscheidende Wahlergebnis ist markiert.
Gewählte Bewerber:
- CDU: 1
- Einzelbewerber/Bürgerinitiativen: 3
- Amtsinhaber wiedergewählt: 2
- Amtsinhaber abgewählt: 0
- Amtsinhaber nicht angetreten: 2

Namen von Amtsinhabern sind fett dargestellt.
| Wahl        | Wahl               | Wahl                          | Wahl                          | Wahl            | Neuwahl    | Neuwahl         | vorherige | nächste                             |
| Wahltermin  | Gemeinde           | Bewerber                      | Vorschlag                     | Ergebnis (in %) | Wahltermin | Ergebnis (in %) | vorherige | nächste                             |
| ----------- | ------------------ | ----------------------------- | ----------------------------- | --------------- | ---------- | --------------- | --------- | ----------------------------------- |
| 3. April    | Werda              | Dietmar Pommer                | CDU                           | 50,8            |            |                 | vor 2001  | 2009 →                              |
| 3. April    | Werda              | Yvonne Ebert                  | DSU                           | 26,8            |            |                 | vor 2001  | 2009 →                              |
| 3. April    | Werda              | Frieder Michel                | Michel                        | 22,4            |            |                 | vor 2001  | 2009 →                              |
| 12. Juni    | Rodewisch → Detail | Erhard Meier                  | Meier                         | 69,8            |            |                 | vor 2001  | 2012 →                              |
| 12. Juni    | Rodewisch → Detail | Oliver Wünsch                 | CDU/SPD                       | 30,2            |            |                 | vor 2001  | 2012 →                              |
| 17. Juli    | Pöhl               | Friedhard Kaul                | Kaul                          | 49,7            | 31. Juli   | 55,9            | vor 2001  | 2012 →                              |
| 17. Juli    | Pöhl               | Steffen Fischer               | CDU                           | 12,2            | 31. Juli   | n. k.           | vor 2001  | 2012 →                              |
| 17. Juli    | Pöhl               | Holger Röhn                   | Röhn                          | 38,1            | 31. Juli   | 44,1            | vor 2001  | 2012 →                              |
| 16. Oktober | Leubnitz           | Eberhard Prager               | WV-LdVL                       | 61,7            |            |                 | vor 2001  | Auflösung 2011 (Rosenbach/Vogtl.) → |
| 16. Oktober | Leubnitz           | Einzelvorschlag Ulrich Lupart | Einzelvorschlag Ulrich Lupart | 26,5            |            |                 | vor 2001  | Auflösung 2011 (Rosenbach/Vogtl.) → |
| 16. Oktober | Leubnitz           | weitere Einzelvorschläge      | weitere Einzelvorschläge      | 11,8            |            |                 | vor 2001  | Auflösung 2011 (Rosenbach/Vogtl.) → |

### Landkreis Zwickauer Land
Im Landkreis Zwickauer Land fanden in vier Kommunen Wahlen statt statt. Diese ist im Folgenden aufgelistet. Eine Neuwahl war in einer Kommune nötig. Das entscheidende Wahlergebnis ist markiert.
Gewählte Bewerber:
- CDU: 3
- SPD: 1
- Amtsinhaber wiedergewählt: 0
- Amtsinhaber abgewählt: 0
- Amtsinhaber nicht angetreten: 4

Namen von Amtsinhabern sind fett dargestellt.
| Wahl        | Wahl            | Wahl                    | Wahl             | Wahl            | Neuwahl    | Neuwahl         | vorherige | nächste |
| Wahltermin  | Gemeinde        | Bewerber                | Vorschlag        | Ergebnis (in %) | Wahltermin | Ergebnis (in %) | vorherige | nächste |
| ----------- | --------------- | ----------------------- | ---------------- | --------------- | ---------- | --------------- | --------- | ------- |
| 20. Februar | Dennheritz      | Frank Taubert           | FWD              | 46,0            |            |                 | ← 2001    | 2009 →  |
| 20. Februar | Dennheritz      | Bernd Voigt             | SPD              | 54,0            |            |                 | ← 2001    | 2009 →  |
| 20. Februar | Langenbernsdorf | Elfi Rank               | CDU              | 52,1            |            |                 | ← 2001    | 2012 →  |
| 20. Februar | Langenbernsdorf | Erhard Matschke         | FWG              | 10,2            |            |                 | ← 2001    | 2012 →  |
| 20. Februar | Langenbernsdorf | Hermann Kaufmann        | Kaufmann         | 37,7            |            |                 | ← 2001    | 2012 →  |
| 20. März    | Fraureuth       | Matthias Topitsch       | CDU              | 99,4            |            |                 | vor 2001  | 2012 →  |
| 20. März    | Fraureuth       | Einzelvorschläge        | Einzelvorschläge | 0,6             |            |                 | vor 2001  | 2012 →  |
| 3. Juli     | Wilkau-Haßlau   | Stefan Feustel          | CDU              | 44,2            | 17. Juli   | 47,8            | ← 2001    | 2012 →  |
| 3. Juli     | Wilkau-Haßlau   | Dr. Hans-Günter Wilhelm | PDS              | 17,3            | 17. Juli   | 11,3            | ← 2001    | 2012 →  |
| 3. Juli     | Wilkau-Haßlau   | Ingo Göschel            | FWCW             | 38,5            | 17. Juli   | 40,8            | ← 2001    | 2012 →  |

## Belege
1. ↑  Bürgermeisterwahlen. Abgerufen am 5. Januar 2024.